# 季什基夫卡 (新米爾霍羅德區)
48°53′12″N 31°43′39″E / 48.88667°N 31.72750°E
蒂什基夫卡（烏克蘭語：Тишківка），是烏克蘭中部的村莊，隸屬基洛夫格勒州的新烏克蘭卡區。該村始建於1767年，面積4.61平方公里，海拔高度164米，2001年人口1,041，人口密度每平方公里225.8人。